# Sea of Love
Sea of Love (pt: Perigosa Sedução; br: Vítimas de uma Paixão) é um filme estadunidense de 1989 dos gêneros drama, suspense e policial, realizado por Harold Becker e com guião de Richard Price.
O filme foi produzido e distribuído pela Universal Pictures, a trilha sonora é de Trevor Jones, a fotografia de Ronnie Taylor, o desenho de produção de John Jay Moore, o guarda-roupa de Betsy Cox, e a edição de David Bretherton e John Wright.

## Sinopse
Em Nova Iorque, ao investigar um caso de assassinatos de homens que responderam a um correio sentimental no jornal, o detective Frank Keller envolve-se com Helen Cruger, a principal suspeita. Quanto mais ele se apaixona, mais provas surgem para incriminá-la.

## Elenco
- Al Pacino ... detetive Frank Keller
- Ellen Barkin .... Helen Cruger
- John Goodman .... detetive Sherman
- Michael Rooker .... Terry
- William Hickey .... Frank Keller Sr.
- Richard Jenkins .... Gruber
- Paul Calderon .... Serafino
- Gene Canfield .... Struk
- Larry Joshua .... Dargan
- John Spencer .... tenente
- Christine Estabrook .... Gina Gallagher
- Barbara Baxley .... sra. Allen
- Samuel L. Jackson

## Principais prémios e nomeações
Globo de Ouro (EUA)
- Recebeu uma nomeação na categoria de melhor actor - drama (Al Pacino).